# Convocazioni per il campionato mondiale di calcio 2002
Elenco dei giocatori convocati da ciascuna Nazionale partecipante ai Mondiali di calcio 2002.
L'età dei giocatori e il numero di presenze sono relativi al 31 maggio 2002, data di inizio della manifestazione.

## Gruppo A

### Danimarca
Commissario tecnico: Morten Olsen
| N. | Pos. | Giocatore           | Data nascita (età)         | Pres. | Squadra           |
| -- | ---- | ------------------- | -------------------------- | ----- | ----------------- |
| 1  | P    | Thomas Sørensen     | 12 giugno 1976 (25 anni)   | 14    | Sunderland        |
| 2  | C    | Stig Tøfting        | 14 agosto 1969 (32 anni)   | 36    | Bolton Wanderers  |
| 3  | D    | René Henriksen      | 27 agosto 1969 (32 anni)   | 39    | Panathīnaïkos     |
| 4  | D    | Martin Laursen      | 26 luglio 1977 (24 anni)   | 15    | Milan             |
| 5  | D    | Jan Heintze         | 17 agosto 1963 (38 anni)   | 83    | PSV               |
| 6  | D    | Thomas Helveg       | 24 giugno 1971 (30 anni)   | 67    | Milan             |
| 7  | C    | Thomas Gravesen     | 11 marzo 1976 (26 anni)    | 22    | Everton           |
| 8  | A    | Jesper Grønkjær     | 12 agosto 1977 (24 anni)   | 25    | Chelsea           |
| 9  | A    | Jon Dahl Tomasson   | 29 agosto 1976 (25 anni)   | 38    | Feyenoord         |
| 10 | A    | Martin Jørgensen    | 6 ottobre 1975 (26 anni)   | 32    | Udinese           |
| 11 | A    | Ebbe Sand           | 19 luglio 1972 (29 anni)   | 44    | Schalke 04        |
| 12 | D    | Niclas Jensen       | 17 agosto 1974 (27 anni)   | 8     | Manchester City   |
| 13 | D    | Steven Lustü        | 13 aprile 1971 (31 anni)   | 4     | Lyn               |
| 14 | C    | Claus Jensen        | 29 aprile 1977 (25 anni)   | 13    | Charlton Athletic |
| 15 | A    | Jan Michaelsen      | 28 novembre 1970 (31 anni) | 11    | Panathīnaïkos     |
| 16 | P    | Peter Kjær          | 5 novembre 1965 (36 anni)  | 4     | Aberdeen          |
| 17 | C    | Christian Poulsen   | 28 febbraio 1980 (22 anni) | 3     | Copenhagen        |
| 18 | A    | Peter Løvenkrands   | 29 gennaio 1980 (22 anni)  | 4     | Rangers           |
| 19 | A    | Dennis Rommedahl    | 22 luglio 1978 (23 anni)   | 19    | PSV               |
| 20 | D    | Kasper Bøgelund     | 8 ottobre 1980 (21 anni)   | 2     | PSV               |
| 21 | A    | Peter Madsen        | 26 aprile 1978 (24 anni)   | 4     | Brøndby           |
| 22 | P    | Jesper Christiansen | 24 aprile 1978 (24 anni)   | 0     | Vejle             |
| 23 | C    | Brian Steen Nielsen | 28 dicembre 1968 (33 anni) | 65    | Malmö FF          |

### Francia
Commissario tecnico: Roger Lemerre
| N. | Pos. | Giocatore            | Data nascita (età)          | Pres. | Squadra             |
| -- | ---- | -------------------- | --------------------------- | ----- | ------------------- |
| 1  | P    | Ulrich Ramé          | 19 settembre 1972 (29 anni) | 11    | Bordeaux            |
| 2  | D    | Vincent Candela      | 24 ottobre 1973 (28 anni)   | 36    | Roma                |
| 3  | D    | Bixente Lizarazu     | 9 dicembre 1969 (32 anni)   | 74    | Bayern Monaco       |
| 4  | C    | Patrick Vieira       | 23 giugno 1976 (25 anni)    | 52    | Arsenal             |
| 5  | D    | Philippe Christanval | 31 agosto 1978 (23 anni)    | 4     | Barcellona          |
| 6  | C    | Youri Djorkaeff      | 9 marzo 1968 (34 anni)      | 79    | Bolton Wanderers    |
| 7  | C    | Claude Makélélé      | 18 febbraio 1973 (29 anni)  | 14    | Real Madrid         |
| 8  | D    | Marcel Desailly      | 7 settembre 1968 (33 anni)  | 93    | Chelsea             |
| 9  | A    | Djibril Cissé        | 12 agosto 1981 (20 anni)    | 1     | Auxerre             |
| 10 | C    | Zinédine Zidane      | 23 giugno 1972 (29 anni)    | 73    | Real Madrid         |
| 11 | A    | Sylvain Wiltord      | 10 maggio 1974 (28 anni)    | 38    | Arsenal             |
| 12 | A    | Thierry Henry        | 17 agosto 1977 (24 anni)    | 35    | Arsenal             |
| 13 | D    | Mikaël Silvestre     | 9 agosto 1977 (24 anni)     | 10    | Manchester Utd      |
| 14 | C    | Alain Boghossian     | 27 ottobre 1970 (31 anni)   | 26    | Parma               |
| 15 | D    | Lilian Thuram        | 1º gennaio 1972 (30 anni)   | 73    | Juventus            |
| 16 | P    | Fabien Barthez       | 28 giugno 1971 (30 anni)    | 47    | Manchester Utd      |
| 17 | C    | Emmanuel Petit       | 22 settembre 1970 (31 anni) | 57    | Chelsea             |
| 18 | D    | Frank Lebœuf         | 22 gennaio 1968 (34 anni)   | 47    | Olympique Marsiglia |
| 19 | D    | Willy Sagnol         | 18 marzo 1977 (25 anni)     | 9     | Bayern Monaco       |
| 20 | A    | David Trezeguet      | 15 ottobre 1977 (24 anni)   | 36    | Juventus            |
| 21 | A    | Christophe Dugarry   | 24 marzo 1972 (30 anni)     | 51    | Bordeaux            |
| 22 | C    | Johan Micoud         | 24 luglio 1973 (28 anni)    | 14    | Parma               |
| 23 | P    | Grégory Coupet       | 31 dicembre 1972 (29 anni)  | 1     | Lione               |

### Senegal
Commissario tecnico:  Bruno Metsu
| N. | Pos. | Giocatore         | Data nascita (età)          | Pres. | Squadra                |
| -- | ---- | ----------------- | --------------------------- | ----- | ---------------------- |
| 1  | P    | Tony Sylva        | 17 maggio 1975 (27 anni)    | 15    | Monaco                 |
| 2  | D    | Omar Daf          | 12 febbraio 1977 (25 anni)  | 31    | Sochaux                |
| 3  | C    | Pape Sarr         | 7 dicembre 1977 (24 anni)   | 22    | Lens                   |
| 4  | D    | Papa Malick Diop  | 29 dicembre 1974 (27 anni)  | 25    | Lorient                |
| 5  | D    | Alassane N'Dour   | 12 dicembre 1981 (20 anni)  | 7     | Saint-Étienne          |
| 6  | D    | Aliou Cissé       | 24 marzo 1976 (26 anni)     | 20    | Montpellier            |
| 7  | A    | Henri Camara      | 10 maggio 1977 (25 anni)    | 34    | Sedan                  |
| 8  | A    | Amara Traoré      | 25 settembre 1965 (36 anni) | 12    | Gueugnon               |
| 9  | A    | Souleymane Camara | 22 dicembre 1982 (19 anni)  | 9     | Monaco                 |
| 10 | C    | Khalilou Fadiga   | 30 dicembre 1974 (27 anni)  | 25    | Auxerre                |
| 11 | A    | El Hadji Diouf    | 15 gennaio 1981 (21 anni)   | 21    | Lens                   |
| 12 | C    | Amdy Faye         | 12 marzo 1977 (25 anni)     | 6     | Auxerre                |
| 13 | D    | Lamine Diatta     | 2 luglio 1975 (26 anni)     | 19    | Rennes                 |
| 14 | C    | Moussa N'Diaye    | 20 febbraio 1979 (23 anni)  | 38    | Sedan                  |
| 15 | C    | Salif Diao        | 10 febbraio 1977 (25 anni)  | 20    | Sedan                  |
| 16 | P    | Omar Diallo       | 28 settembre 1972 (29 anni) | 42    | Olympique de Khouribga |
| 17 | D    | Ferdinand Coly    | 10 settembre 1973 (28 anni) | 16    | Lens                   |
| 18 | A    | Pape Thiaw        | 5 febbraio 1981 (21 anni)   | 13    | Strasburgo             |
| 19 | C    | Papa Bouba Diop   | 28 gennaio 1978 (24 anni)   | 12    | Lens                   |
| 20 | C    | Sylvain N'Diaye   | 25 giugno 1976 (25 anni)    | 6     | Lilla                  |
| 21 | D    | Habib Beye        | 19 ottobre 1977 (24 anni)   | 6     | Strasburgo             |
| 22 | P    | Kalidou Cissokho  | 14 dicembre 1972 (29 anni)  | 0     | ASC Jeanne d'Arc       |
| 23 | C    | Makhtar N'Diaye   | 31 dicembre 1981 (20 anni)  | 11    | Rennes                 |

### Uruguay
Commissario tecnico: Víctor Púa
| N. | Pos. | Giocatore             | Data nascita (età)          | Pres. | Squadra          |
| -- | ---- | --------------------- | --------------------------- | ----- | ---------------- |
| 1  | P    | Fabián Carini         | 26 dicembre 1979 (22 anni)  | 35    | Juventus         |
| 2  | D    | Gustavo Méndez        | 3 febbraio 1971 (31 anni)   | 45    | Nacional         |
| 3  | D    | Alejandro Lembo       | 15 febbraio 1978 (24 anni)  | 31    | Nacional         |
| 4  | D    | Paolo Montero         | 3 settembre 1971 (30 anni)  | 45    | Juventus         |
| 5  | C    | Pablo García          | 11 maggio 1977 (25 anni)    | 36    | Venezia          |
| 6  | D    | Darío Rodríguez       | 17 settembre 1974 (27 anni) | 21    | Peñarol          |
| 7  | C    | Gianni Guigou         | 22 febbraio 1975 (27 anni)  | 36    | Roma             |
| 8  | C    | Gustavo Varela        | 14 maggio 1978 (24 anni)    | 7     | Nacional         |
| 9  | A    | Darío Silva           | 2 novembre 1972 (29 anni)   | 36    | Málaga           |
| 10 | C    | Fabián O'Neill        | 14 ottobre 1973 (28 anni)   | 19    | Perugia          |
| 11 | A    | Federico Magallanes   | 22 agosto 1976 (25 anni)    | 24    | Venezia          |
| 12 | P    | Gustavo Munúa         | 27 gennaio 1978 (24 anni)   | 9     | Nacional         |
| 13 | A    | Sebastián Abreu       | 17 ottobre 1976 (25 anni)   | 13    | Cruz Azul        |
| 14 | D    | Gonzalo Sorondo       | 9 ottobre 1979 (22 anni)    | 18    | Inter            |
| 15 | A    | Nicolás Olivera       | 30 maggio 1978 (24 anni)    | 26    | Siviglia         |
| 16 | C    | Marcelo Romero        | 4 luglio 1976 (25 anni)     | 22    | Málaga           |
| 17 | C    | Mario Regueiro        | 14 settembre 1978 (23 anni) | 14    | Racing Santander |
| 18 | A    | Richard Morales       | 21 febbraio 1975 (27 anni)  | 12    | Nacional         |
| 19 | D    | Joe Bizera            | 17 maggio 1980 (22 anni)    | 9     | Peñarol          |
| 20 | A    | Álvaro Recoba         | 17 marzo 1976 (26 anni)     | 43    | Inter            |
| 21 | A    | Diego Forlán          | 19 maggio 1979 (23 anni)    | 4     | Manchester Utd   |
| 22 | C    | Gonzalo de los Santos | 19 luglio 1976 (25 anni)    | 28    | Valencia         |
| 23 | P    | Federico Elduayen     | 25 giugno 1977 (24 anni)    | 1     | Peñarol          |

## Gruppo B

### Paraguay
Commissario tecnico:  Cesare Maldini
| N. | Pos. | Giocatore           | Data nascita (età)         | Pres. | Squadra              |
| -- | ---- | ------------------- | -------------------------- | ----- | -------------------- |
| 1  | P    | José Luis Chilavert | 27 luglio 1965 (36 anni)   | 69    | Strasburgo           |
| 2  | D    | Francisco Arce      | 2 aprile 1971 (31 anni)    | 51    | Palmeiras            |
| 3  | D    | Pedro Sarabia       | 5 luglio 1975 (26 anni)    | 40    | River Plate          |
| 4  | D    | Carlos Gamarra      | 17 febbraio 1971 (31 anni) | 76    | AEK Atene            |
| 5  | D    | Celso Ayala         | 20 agosto 1970 (31 anni)   | 76    | River Plate          |
| 6  | C    | Estanislao Struway  | 25 giugno 1968 (33 anni)   | 69    | Libertad             |
| 7  | A    | Richart Báez        | 31 luglio 1973 (28 anni)   | 25    | Olimpia              |
| 8  | C    | Guido Alvarenga     | 24 agosto 1970 (31 anni)   | 18    | Léon                 |
| 9  | A    | Roque Santa Cruz    | 16 agosto 1981 (20 anni)   | 24    | Bayern Monaco        |
| 10 | C    | Roberto Acuña       | 25 marzo 1972 (30 anni)    | 77    | Real Saragozza       |
| 11 | A    | Jorge Campos        | 11 agosto 1970 (31 anni)   | 31    | Universidad Católica |
| 12 | P    | Justo Villar        | 30 giugno 1977 (24 anni)   | 8     | Libertad             |
| 13 | C    | Carlos Paredes      | 16 luglio 1976 (25 anni)   | 41    | Porto                |
| 14 | C    | Diego Gavilán       | 1º marzo 1980 (22 anni)    | 21    | Tecos                |
| 15 | C    | Carlos Bonet        | 2 ottobre 1977 (24 anni)   | 3     | Libertad             |
| 16 | C    | Gustavo Morínigo    | 23 gennaio 1977 (25 anni)  | 11    | Libertad             |
| 17 | D    | Juan Carlos Franco  | 17 aprile 1973 (29 anni)   | 3     | Olimpia              |
| 18 | D    | Julio César Cáceres | 5 ottobre 1979 (22 anni)   | 1     | Olimpia              |
| 19 | D    | Daniel Sanabria     | 8 febbraio 1977 (25 anni)  | 6     | Libertad             |
| 20 | A    | José Cardozo        | 19 marzo 1971 (31 anni)    | 57    | Toluca               |
| 21 | D    | Denis Caniza        | 29 agosto 1974 (27 anni)   | 49    | Santos Laguna        |
| 22 | P    | Ricardo Tavarelli   | 2 agosto 1970 (31 anni)    | 20    | Olimpia              |
| 23 | A    | Nelson Cuevas       | 10 gennaio 1980 (22 anni)  | 11    | River Plate          |

### Slovenia
Commissario tecnico: Srečko Katanec
| N. | Pos. | Giocatore           | Data nascita (età)          | Pres. | Squadra             |
| -- | ---- | ------------------- | --------------------------- | ----- | ------------------- |
| 1  | P    | Marko Simeunovič    | 6 dicembre 1967 (34 anni)   | 43    | Maribor             |
| 2  | D    | Goran Sankovič      | 18 giugno 1979 (22 anni)    | 5     | Slavia Praga        |
| 3  | D    | Željko Milinovič    | 12 ottobre 1969 (32 anni)   | 35    | JEF United Ichihara |
| 4  | D    | Muamer Vugdalič     | 25 agosto 1977 (24 anni)    | 13    | Maribor             |
| 5  | D    | Marinko Galič       | 22 aprile 1970 (32 anni)    | 65    | Koper               |
| 6  | D    | Aleksander Knavs    | 5 dicembre 1975 (26 anni)   | 38    | Kaiserslautern      |
| 7  | C    | Đoni Novak          | 4 settembre 1969 (32 anni)  | 68    | Unterhaching        |
| 8  | C    | Aleš Čeh            | 7 aprile 1968 (34 anni)     | 71    | Grazer AK           |
| 9  | A    | Milan Osterc        | 4 luglio 1975 (26 anni)     | 41    | Hapoel Tel Aviv     |
| 10 | C    | Zlatko Zahovič*     | 1º febbraio 1971 (31 anni)  | 64    | Benfica             |
| 11 | C    | Miran Pavlin        | 8 ottobre 1971 (30 anni)    | 45    | Porto               |
| 12 | P    | Mladen Dabanovič    | 13 settembre 1971 (30 anni) | 20    | Lokeren             |
| 13 | A    | Mladen Rudonja      | 26 luglio 1971 (30 anni)    | 58    | Portsmouth          |
| 14 | D    | Saša Gajser         | 11 febbraio 1974 (28 anni)  | 20    | Gent                |
| 15 | C    | Rajko Tavčar        | 21 luglio 1974 (27 anni)    | 6     | Norimberga          |
| 16 | A    | Senad Tiganj        | 28 agosto 1975 (26 anni)    | 3     | Olimpia Lubiana     |
| 17 | C    | Zoran Pavlovič      | 27 giugno 1976 (25 anni)    | 21    | Austria Vienna      |
| 18 | A    | Milenko Ačimovič    | 15 febbraio 1977 (25 anni)  | 39    | Tottenham           |
| 19 | D    | Amir Karič          | 31 dicembre 1973 (28 anni)  | 43    | Maribor             |
| 20 | C    | Nastja Čeh          | 26 gennaio 1978 (24 anni)   | 6     | Club Bruges         |
| 21 | A    | Sebastjan Cimirotič | 14 settembre 1974 (27 anni) | 12    | Lecce               |
| 22 | D    | Spasoje Bulajič     | 24 novembre 1975 (26 anni)  | 15    | Colonia             |
| 23 | P    | Dejan Nemec         | 1º marzo 1977 (25 anni)     | 1     | Club Bruges         |

* Escluso dalla rosa dopo la prima partita contro la Spagna.
Nota bene: per i calciatori sloveni non sono conteggiate le presenze con la Nazionale di calcio della Jugoslavia.

### Sudafrica
Commissario tecnico: Jomo Sono
| N. | Pos. | Giocatore            | Data nascita (età)          | Pres. | Squadra            |
| -- | ---- | -------------------- | --------------------------- | ----- | ------------------ |
| 1  | P    | Hans Vonk            | 30 gennaio 1970 (32 anni)   | 29    | Heerenveen         |
| 2  | D    | Cyril Nzama          | 26 giugno 1974 (27 anni)    | 19    | Kaizer Chiefs      |
| 3  | D    | Bradley Carnell      | 21 gennaio 1977 (25 anni)   | 21    | Stoccarda          |
| 4  | D    | Aaron Mokoena        | 25 novembre 1980 (21 anni)  | 22    | Germinal Beerschot |
| 5  | D    | Jacob Lekgetho       | 24 marzo 1974 (28 anni)     | 15    | Lokomotiv Mosca    |
| 6  | C    | MacBeth Sibaya       | 25 novembre 1977 (24 anni)  | 9     | Jomo Cosmos        |
| 7  | C    | Quinton Fortune      | 21 maggio 1977 (25 anni)    | 39    | Manchester Utd     |
| 8  | C    | Thabo Mngomeni       | 24 giugno 1969 (32 anni)    | 37    | Orlando Pirates    |
| 9  | C    | MacDonald Mukansi    | 26 maggio 1975 (27 anni)    | 7     | Lokomotiv Sofia    |
| 10 | C    | Bennett Mnguni       | 18 marzo 1974 (28 anni)     | 9     | Lokomotiv Mosca    |
| 11 | C    | Jabu Pule            | 11 luglio 1980 (21 anni)    | 9     | Kaizer Chiefs      |
| 12 | C    | Teboho Mokoena       | 10 luglio 1974 (27 anni)    | 10    | San Gallo          |
| 13 | D    | Pierre Issa          | 12 settembre 1975 (26 anni) | 41    | Watford            |
| 14 | A    | Siyabonga Nomvethe   | 2 dicembre 1977 (24 anni)   | 30    | Udinese            |
| 15 | C    | Sibusiso Zuma        | 23 giugno 1975 (26 anni)    | 22    | Copenhagen         |
| 16 | P    | André Arendse        | 27 giugno 1967 (34 anni)    | 49    | Santos Cape Town   |
| 17 | A    | Benni McCarthy       | 12 novembre 1977 (24 anni)  | 43    | Porto              |
| 18 | C    | Delron Buckley       | 7 dicembre 1977 (24 anni)   | 32    | Bochum             |
| 19 | D    | Lucas Radebe         | 12 aprile 1969 (33 anni)    | 65    | Leeds United       |
| 20 | P    | Calvin Marlin        | 20 aprile 1976 (26 anni)    | 2     | Ajax Cape Town     |
| 21 | C    | Steven Pienaar       | 17 marzo 1982 (20 anni)     | 0     | Ajax               |
| 22 | D    | Thabang Molefe       | 11 aprile 1979 (23 anni)    | 5     | Jomo Cosmos        |
| 23 | A    | George Koumantarakis | 27 marzo 1974 (28 anni)     | 6     | Basilea            |

### Spagna
Commissario tecnico: José Antonio Camacho
| N. | Pos. | Giocatore           | Data nascita (età)          | Pres. | Squadra             |
| -- | ---- | ------------------- | --------------------------- | ----- | ------------------- |
| 1  | P    | Iker Casillas       | 20 maggio 1981 (21 anni)    | 13    | Real Madrid         |
| 2  | D    | Curro Torres        | 27 dicembre 1976 (25 anni)  | 4     | Valencia            |
| 3  | D    | Juanfran            | 15 luglio 1976 (25 anni)    | 7     | Celta Vigo          |
| 4  | C    | Iván Helguera       | 18 marzo 1975 (27 anni)     | 22    | Real Madrid         |
| 5  | D    | Carles Puyol        | 13 aprile 1978 (24 anni)    | 8     | Barcellona          |
| 6  | D    | Fernando Hierro     | 23 marzo 1968 (34 anni)     | 85    | Real Madrid         |
| 7  | A    | Raúl                | 27 giugno 1977 (24 anni)    | 51    | Real Madrid         |
| 8  | C    | Rubén Baraja        | 11 luglio 1975 (26 anni)    | 9     | Valencia            |
| 9  | A    | Fernando Morientes  | 5 aprile 1976 (26 anni)     | 19    | Real Madrid         |
| 10 | A    | Diego Tristán       | 5 gennaio 1976 (26 anni)    | 7     | Deportivo La Coruña |
| 11 | A    | Javier de Pedro     | 4 agosto 1973 (28 anni)     | 5     | Real Sociedad       |
| 12 | A    | Albert Luque        | 11 marzo 1978 (24 anni)     | 0     | Maiorca             |
| 13 | P    | Ricardo             | 30 dicembre 1971 (30 anni)  | 1     | Real Valladolid     |
| 14 | C    | David Albelda       | 1º settembre 1977 (24 anni) | 2     | Valencia            |
| 15 | D    | Enrique Romero      | 23 giugno 1971 (30 anni)    | 3     | Deportivo La Coruña |
| 16 | C    | Gaizka Mendieta     | 27 marzo 1974 (28 anni)     | 32    | Lazio               |
| 17 | C    | Juan Carlos Valerón | 17 giugno 1975 (26 anni)    | 20    | Deportivo La Coruña |
| 18 | C    | Sergio              | 10 novembre 1976 (25 anni)  | 5     | Deportivo La Coruña |
| 19 | C    | Xavi                | 25 gennaio 1980 (22 anni)   | 3     | Barcellona          |
| 20 | D    | Miguel Ángel Nadal  | 28 luglio 1966 (35 anni)    | 59    | Maiorca             |
| 21 | C    | Luis Enrique        | 8 maggio 1970 (32 anni)     | 57    | Barcellona          |
| 22 | C    | Joaquín             | 21 luglio 1981 (20 anni)    | 3     | Betis Siviglia      |
| 23 | P    | Pedro Contreras     | 7 gennaio 1972 (30 anni)    | 0     | Málaga              |

## Gruppo C

### Brasile
Commissario tecnico: Luiz Felipe Scolari
| N. | Pos. | Giocatore        | Data nascita (età)          | Pres. | Squadra             |
| -- | ---- | ---------------- | --------------------------- | ----- | ------------------- |
| 1  | P    | Marcos           | 4 agosto 1973 (28 anni)     | 15    | Palmeiras           |
| 2  | D    | Cafu             | 7 giugno 1970 (31 anni)     | 103   | Roma                |
| 3  | D    | Lúcio            | 8 maggio 1978 (24 anni)     | 15    | Bayer Leverkusen    |
| 4  | D    | Roque Júnior     | 31 agosto 1976 (25 anni)    | 17    | Milan               |
| 5  | D    | Edmílson         | 10 luglio 1976 (25 anni)    | 12    | Lione               |
| 6  | D    | Roberto Carlos   | 10 aprile 1973 (29 anni)    | 84    | Real Madrid         |
| 7  | C    | Ricardinho       | 23 maggio 1976 (26 anni)    | 3     | Corinthians         |
| 8  | C    | Gilberto Silva   | 7 ottobre 1976 (25 anni)    | 6     | Atlético Mineiro    |
| 9  | A    | Ronaldo          | 22 settembre 1976 (25 anni) | 56    | Inter               |
| 10 | C    | Rivaldo          | 19 aprile 1972 (30 anni)    | 58    | Barcellona          |
| 11 | A    | Ronaldinho       | 21 marzo 1980 (22 anni)     | 24    | Paris Saint-Germain |
| 12 | P    | Dida             | 7 ottobre 1973 (28 anni)    | 49    | Corinthians         |
| 13 | D    | Juliano Belletti | 20 giugno 1976 (25 anni)    | 10    | San Paolo           |
| 14 | D    | Ânderson Polga   | 9 febbraio 1979 (23 anni)   | 5     | Grêmio              |
| 15 | C    | Kléberson        | 19 giugno 1979 (22 anni)    | 5     | Atlético Paranaense |
| 16 | D    | Júnior           | 20 giugno 1973 (28 anni)    | 12    | Parma               |
| 17 | A    | Denílson         | 24 agosto 1977 (24 anni)    | 53    | Betis Siviglia      |
| 18 | C    | Vampeta          | 13 marzo 1974 (28 anni)     | 36    | Corinthians         |
| 19 | C    | Juninho Paulista | 22 febbraio 1973 (29 anni)  | 43    | Flamengo            |
| 20 | A    | Edílson          | 17 settembre 1971 (30 anni) | 17    | Cruzeiro            |
| 21 | A    | Luizão           | 14 novembre 1975 (26 anni)  | 8     | Grêmio              |
| 22 | P    | Rogério Ceni     | 22 gennaio 1973 (29 anni)   | 12    | San Paolo           |
| 23 | C    | Kaká             | 22 aprile 1982 (20 anni)    | 2     | San Paolo           |

### Cina
Commissario tecnico:  Bora Milutinović
| N. | Pos. | Giocatore    | Data nascita (età)          | Pres. | Squadra               |
| -- | ---- | ------------ | --------------------------- | ----- | --------------------- |
| 1  | P    | An Qi        | 21 giugno 1981 (20 anni)    | 5     | Dalian Shide          |
| 2  | D    | Zhang Enhua  | 11 maggio 1974 (28 anni)    | 65    | Dalian Shide          |
| 3  | C    | Yang Pu      | 30 marzo 1978 (24 anni)     | 14    | Beijing Guoan         |
| 4  | D    | Wu Chengying | 21 aprile 1975 (27 anni)    | 53    | Shanghai Shenhua      |
| 5  | D    | Fan Zhiyi    | 22 gennaio 1970 (32 anni)   | 105   | Dundee                |
| 6  | C    | Shao Jiayi   | 10 aprile 1980 (22 anni)    | 18    | Beijing Guoan         |
| 7  | D    | Sun Jihai    | 30 settembre 1977 (24 anni) | 59    | Manchester City       |
| 8  | A    | Li Tie       | 18 settembre 1977 (24 anni) | 76    | Liaoning              |
| 9  | C    | Ma Mingyu    | 10 agosto 1972 (29 anni)    | 91    | Sichuan Guancheng     |
| 10 | A    | Hao Haidong  | 25 agosto 1970 (31 anni)    | 95    | Dalian Shide          |
| 11 | C    | Yu Genwei    | 19 agosto 1976 (25 anni)    | 17    | Tianjin Teda          |
| 12 | A    | Su Maozhen   | 30 luglio 1972 (29 anni)    | 43    | Shandong Luneng       |
| 13 | C    | Gao Yao      | 13 luglio 1977 (24 anni)    | 4     | Shandong Luneng       |
| 14 | D    | Li Weifeng   | 26 gennaio 1978 (24 anni)   | 55    | Shenzhen Pingan       |
| 15 | C    | Zhao Junzhe  | 18 aprile 1979 (23 anni)    | 13    | Liaoning              |
| 16 | A    | Qu Bo        | 15 luglio 1981 (20 anni)    | 16    | Qingdao Hainiu        |
| 17 | D    | Du Wei       | 9 febbraio 1982 (20 anni)   | 7     | Shanghai Shenhua      |
| 18 | C    | Li Xiaopeng  | 5 novembre 1976 (25 anni)   | 26    | Shandong Luneng       |
| 19 | C    | Qi Hong      | 3 giugno 1976 (25 anni)     | 36    | Shanghai Zhongyuan    |
| 20 | A    | Yang Chen    | 17 gennaio 1974 (28 anni)   | 26    | Eintracht Francoforte |
| 21 | D    | Xu Yunlong   | 17 febbraio 1979 (23 anni)  | 20    | Beijing Guoan         |
| 22 | P    | Jiang Jin    | 7 ottobre 1969 (32 anni)    | 52    | Tianjin Teda          |
| 23 | P    | Ou Chuliang  | 26 agosto 1968 (33 anni)    | 74    | Yunnan Hongta         |

### Costa Rica
Commissario tecnico: Alexandre Guimarães
| N. | Pos. | Giocatore           | Data nascita (età)          | Pres. | Squadra            |
| -- | ---- | ------------------- | --------------------------- | ----- | ------------------ |
| 1  | P    | Erick Lonnis        | 9 settembre 1965 (36 anni)  | 74    | Deportivo Saprissa |
| 2  | D    | Jervis Drummond     | 8 settembre 1976 (25 anni)  | 38    | Deportivo Saprissa |
| 3  | D    | Luis Marín          | 10 agosto 1974 (27 anni)    | 74    | Alajuelense        |
| 4  | D    | Mauricio Wright     | 20 dicembre 1970 (31 anni)  | 40    | Herediano          |
| 5  | D    | Gilberto Martínez   | 1º ottobre 1979 (22 anni)   | 27    | Deportivo Saprissa |
| 6  | C    | Wílmer López        | 8 marzo 1971 (31 anni)      | 68    | Alajuelense        |
| 7  | A    | Rolando Fonseca     | 6 giugno 1974 (27 anni)     | 79    | Deportivo Saprissa |
| 8  | C    | Mauricio Solís      | 13 dicembre 1972 (29 anni)  | 84    | Alajuelense        |
| 9  | A    | Paulo Wanchope      | 31 luglio 1976 (25 anni)    | 48    | Manchester City    |
| 10 | C    | Wálter Centeno      | 6 ottobre 1974 (27 anni)    | 49    | Deportivo Saprissa |
| 11 | A    | Rónald Gómez        | 24 gennaio 1975 (27 anni)   | 53    | OFI Creta          |
| 12 | A    | Winston Parks       | 12 ottobre 1981 (20 anni)   | 3     | Udinese            |
| 13 | A    | Daniel Vallejos     | 27 maggio 1981 (21 anni)    | 2     | Herediano          |
| 14 | D    | Juan José Rodríguez | 23 giugno 1967 (34 anni)    | 2     | San Carlos         |
| 15 | D    | Harold Wallace      | 7 settembre 1975 (26 anni)  | 54    | Alajuelense        |
| 16 | A    | Steven Bryce        | 16 agosto 1977 (24 anni)    | 33    | Alajuelense        |
| 17 | C    | Hernán Medford      | 23 maggio 1968 (34 anni)    | 87    | Deportivo Saprissa |
| 18 | P    | Álvaro Mesén        | 24 dicembre 1972 (29 anni)  | 16    | Alajuelense        |
| 19 | C    | Rodrigo Cordero     | 4 dicembre 1973 (28 anni)   | 25    | Herediano          |
| 20 | A    | William Sunsing     | 12 maggio 1977 (25 anni)    | 23    | Herediano          |
| 21 | D    | Pablo Chinchilla    | 21 dicembre 1978 (23 anni)  | 12    | Alajuelense        |
| 22 | D    | Carlos Castro Mora  | 10 settembre 1978 (23 anni) | 22    | Alajuelense        |
| 23 | P    | Léster Morgan       | 2 maggio 1976 (26 anni)     | 5     | Herediano          |

### Turchia
Commissario tecnico: Şenol Güneş
| N. | Pos. | Giocatore        | Data nascita (età)          | Pres. | Squadra          |
| -- | ---- | ---------------- | --------------------------- | ----- | ---------------- |
| 1  | P    | Rüştü Reçber     | 10 maggio 1973 (29 anni)    | 64    | Fenerbahçe       |
| 2  | D    | Emre Aşık        | 13 dicembre 1973 (28 anni)  | 16    | Galatasaray      |
| 3  | D    | Bülent Korkmaz   | 24 novembre 1968 (33 anni)  | 68    | Galatasaray      |
| 4  | D    | Fatih Akyel      | 26 dicembre 1977 (24 anni)  | 36    | Fenerbahçe       |
| 5  | D    | Alpay Özalan     | 29 maggio 1973 (29 anni)    | 62    | Aston Villa      |
| 6  | A    | Arif Erdem       | 2 gennaio 1972 (30 anni)    | 50    | Galatasaray      |
| 7  | C    | Okan Buruk       | 19 ottobre 1973 (28 anni)   | 26    | Inter            |
| 8  | C    | Tugay Kerimoğlu  | 24 agosto 1970 (31 anni)    | 69    | Blackburn Rovers |
| 9  | A    | Hakan Şükür      | 1º settembre 1971 (30 anni) | 73    | Parma            |
| 10 | C    | Yıldıray Baştürk | 24 dicembre 1978 (23 anni)  | 13    | Bayer Leverkusen |
| 11 | A    | Hasan Şaş        | 1º agosto 1976 (25 anni)    | 14    | Galatasaray      |
| 12 | P    | Ömer Çatkıç      | 15 ottobre 1974 (27 anni)   | 6     | Gaziantepspor    |
| 13 | C    | Mustafa İzzet    | 31 ottobre 1974 (27 anni)   | 7     | Leicester City   |
| 14 | C    | Tayfur Havutçu   | 23 aprile 1970 (32 anni)    | 39    | Beşiktaş         |
| 15 | A    | Nihat Kahveci    | 23 novembre 1979 (22 anni)  | 11    | Real Sociedad    |
| 16 | D    | Ümit Özat        | 30 ottobre 1976 (25 anni)   | 14    | Fenerbahçe       |
| 17 | A    | İlhan Mansız     | 10 agosto 1975 (26 anni)    | 6     | Beşiktaş         |
| 18 | C    | Ergün Penbe      | 17 maggio 1972 (30 anni)    | 21    | Galatasaray      |
| 19 | C    | Abdullah Ercan   | 8 dicembre 1971 (30 anni)   | 70    | Fenerbahçe       |
| 20 | D    | Hakan Ünsal      | 14 maggio 1973 (29 anni)    | 25    | Galatasaray      |
| 21 | C    | Emre Belözoğlu   | 7 settembre 1980 (21 anni)  | 11    | Inter            |
| 22 | C    | Ümit Davala      | 30 luglio 1973 (28 anni)    | 24    | Milan            |
| 23 | P    | Zafer Özgültekın | 10 marzo 1975 (27 anni)     | 1     | Ankaragücü       |

## Gruppo D

### Polonia
Commissario tecnico: Jerzy Engel
| N. | Pos. | Giocatore          | Data nascita (età)          | Pres. | Squadra               |
| -- | ---- | ------------------ | --------------------------- | ----- | --------------------- |
| 1  | P    | Jerzy Dudek        | 23 marzo 1973 (29 anni)     | 21    | Liverpool             |
| 2  | D    | Tomasz Kłos        | 7 marzo 1973 (29 anni)      | 37    | Kaiserslautern        |
| 3  | D    | Jacek Zieliński    | 10 ottobre 1967 (34 anni)   | 52    | Legia Varsavia        |
| 4  | C    | Michał Żewłakow    | 22 aprile 1976 (26 anni)    | 25    | R.E. Mouscron         |
| 5  | C    | Tomasz Rząsa       | 11 marzo 1973 (29 anni)     | 9     | Feyenoord             |
| 6  | D    | Tomasz Hajto       | 16 ottobre 1972 (29 anni)   | 44    | Schalke 04            |
| 7  | C    | Piotr Świerczewski | 8 aprile 1972 (30 anni)     | 65    | Olympique Marsiglia   |
| 8  | A    | Cezary Kucharski   | 17 febbraio 1972 (30 anni)  | 15    | Legia Varsavia        |
| 9  | A    | Paweł Kryszałowicz | 23 giugno 1974 (27 anni)    | 23    | Eintracht Francoforte |
| 10 | C    | Radosław Kałużny   | 2 febbraio 1974 (28 anni)   | 30    | Energie Cottbus       |
| 11 | A    | Emmanuel Olisadebe | 22 dicembre 1978 (23 anni)  | 16    | Panathīnaïkos         |
| 12 | P    | Radosław Majdan    | 10 maggio 1972 (30 anni)    | 5     | Göztepe               |
| 13 | D    | Arkadiusz Głowacki | 13 marzo 1979 (23 anni)     | 2     | Wisła Cracovia        |
| 14 | A    | Marcin Żewłakow    | 22 aprile 1976 (26 anni)    | 17    | R.E. Mouscron         |
| 15 | D    | Tomasz Wałdoch     | 10 maggio 1971 (31 anni)    | 71    | Schalke 04            |
| 16 | D    | Maciej Murawski    | 20 febbraio 1974 (28 anni)  | 4     | Legia Varsavia        |
| 17 | C    | Arkadiusz Bąk      | 6 ottobre 1974 (27 anni)    | 12    | Widzew Łódź           |
| 18 | C    | Jacek Krzynówek    | 15 maggio 1976 (26 anni)    | 23    | Norimberga            |
| 19 | A    | Maciej Żurawski    | 12 settembre 1976 (25 anni) | 9     | Wisła Cracovia        |
| 20 | D    | Jacek Bąk          | 24 marzo 1973 (29 anni)     | 36    | Lens                  |
| 21 | C    | Marek Koźmiński    | 7 febbraio 1971 (31 anni)   | 42    | Ancona                |
| 22 | P    | Adam Matysek       | 19 luglio 1968 (33 anni)    | 34    | RKS Radomsko          |
| 23 | C    | Paweł Sibik        | 15 febbraio 1971 (31 anni)  | 2     | Odra Wodzisław        |

### Portogallo
Commissario tecnico: António Oliveira
| N. | Pos. | Giocatore        | Data nascita (età)          | Pres. | Squadra          |
| -- | ---- | ---------------- | --------------------------- | ----- | ---------------- |
| 1  | P    | Vítor Baía       | 15 ottobre 1969 (32 anni)   | 75    | Porto            |
| 2  | D    | Jorge Costa      | 14 ottobre 1971 (30 anni)   | 46    | Porto            |
| 3  | D    | Abel Xavier      | 30 novembre 1972 (29 anni)  | 18    | Liverpool        |
| 4  | D    | Marco Caneira    | 9 febbraio 1979 (23 anni)   | 1     | Benfica          |
| 5  | D    | Fernando Couto   | 2 agosto 1969 (32 anni)     | 82    | Lazio            |
| 6  | C    | Paulo Sousa      | 30 agosto 1970 (31 anni)    | 50    | Espanyol         |
| 7  | C    | Luís Figo        | 4 novembre 1972 (29 anni)   | 81    | Real Madrid      |
| 8  | A    | João Pinto       | 19 agosto 1971 (30 anni)    | 77    | Sporting Lisbona |
| 9  | A    | Pauleta          | 28 aprile 1973 (29 anni)    | 33    | Bordeaux         |
| 10 | C    | Rui Costa        | 29 marzo 1972 (30 anni)     | 67    | Milan            |
| 11 | C    | Sérgio Conceição | 15 novembre 1974 (27 anni)  | 41    | Inter            |
| 12 | C    | Hugo Viana       | 15 gennaio 1983 (19 anni)   | 4     | Sporting Lisbona |
| 13 | D    | Jorge Andrade    | 9 aprile 1979 (23 anni)     | 5     | Porto            |
| 14 | C    | Pedro Barbosa    | 6 agosto 1970 (31 anni)     | 21    | Sporting Lisbona |
| 15 | P    | Nélson           | 20 ottobre 1975 (26 anni)   | 1     | Sporting Lisbona |
| 16 | P    | Ricardo          | 11 febbraio 1976 (26 anni)  | 10    | Boavista         |
| 17 | C    | Paulo Bento      | 20 giugno 1969 (32 anni)    | 31    | Sporting Lisbona |
| 18 | D    | Nuno Frechaut    | 24 settembre 1977 (24 anni) | 9     | Boavista         |
| 19 | C    | Nuno Capucho     | 21 febbraio 1972 (30 anni)  | 29    | Porto            |
| 20 | C    | Petit            | 25 settembre 1976 (25 anni) | 9     | Boavista         |
| 21 | A    | Nuno Gomes       | 5 luglio 1976 (25 anni)     | 28    | Fiorentina       |
| 22 | D    | Beto             | 3 maggio 1976 (26 anni)     | 16    | Sporting Lisbona |
| 23 | D    | Rui Jorge        | 27 marzo 1973 (29 anni)     | 20    | Sporting Lisbona |

### Corea del Sud
Commissario tecnico:  Guus Hiddink
| N. | Pos. | Giocatore      | Data nascita (età)          | Pres. | Squadra                 |
| -- | ---- | -------------- | --------------------------- | ----- | ----------------------- |
| 1  | P    | Lee Woon-jae   | 26 aprile 1973 (29 anni)    | 32    | Suwon Samsung Bluewings |
| 2  | C    | Hyun Young-Min | 25 dicembre 1979 (22 anni)  | 8     | Ulsan Hyundai Horangi   |
| 3  | D    | Choi Sung-Yong | 25 dicembre 1975 (26 anni)  | 60    | Suwon Samsung Bluewings |
| 4  | D    | Choi Jin-Cheul | 26 marzo 1971 (31 anni)     | 15    | Jeonbuk Hyundai Motors  |
| 5  | C    | Kim Nam-Il     | 14 marzo 1977 (25 anni)     | 21    | Chunnam Dragons         |
| 6  | D    | Yoo Sang-Chul  | 18 ottobre 1971 (30 anni)   | 92    | Kashiwa Reysol          |
| 7  | D    | Kim Tae-Young  | 8 novembre 1970 (31 anni)   | 74    | Chunnam Dragons         |
| 8  | C    | Choi Tae-Uk    | 13 marzo 1981 (21 anni)     | 16    | Anyang LG Cheetahs      |
| 9  | A    | Seol Ki-Hyeon  | 8 gennaio 1979 (23 anni)    | 31    | Anderlecht              |
| 10 | D    | Lee Young-Pyo  | 23 aprile 1977 (25 anni)    | 48    | Anyang LG Cheetahs      |
| 11 | A    | Choi Yong-soo  | 10 settembre 1973 (28 anni) | 58    | JEF United Ichihara     |
| 12 | P    | Kim Byung-Ji   | 8 aprile 1970 (32 anni)     | 58    | Pohang Steelers         |
| 13 | C    | Lee Eul-Yong   | 8 settembre 1975 (26 anni)  | 19    | Bucheon SK              |
| 14 | A    | Lee Chun-soo   | 9 luglio 1981 (20 anni)     | 22    | Ulsan Hyundai Horangi   |
| 15 | D    | Lee Min-Sung   | 23 giugno 1973 (28 anni)    | 52    | Busan I'Cons            |
| 16 | A    | Cha Du-Ri      | 25 luglio 1980 (21 anni)    | 12    | Korea University        |
| 17 | C    | Yoon Jung-Hwan | 16 febbraio 1973 (29 anni)  | 36    | Cerezo Osaka            |
| 18 | A    | Hwang Sun-hong | 14 luglio 1968 (33 anni)    | 95    | Kashiwa Reysol          |
| 19 | C    | Ahn Jung-hwan  | 27 gennaio 1976 (26 anni)   | 19    | Perugia                 |
| 20 | D    | Hong Myung-Bo  | 12 febbraio 1969 (33 anni)  | 124   | Pohang Steelers         |
| 21 | C    | Park Ji-sung   | 25 febbraio 1981 (21 anni)  | 30    | Kyoto Purple Sanga      |
| 22 | C    | Song Chong-gug | 20 febbraio 1979 (23 anni)  | 27    | Busan I'Cons            |
| 23 | P    | Choi Eun-Sung  | 5 aprile 1971 (31 anni)     | 1     | Daejeon Citizen         |

### Stati Uniti
Commissario tecnico: Bruce Arena
| N. | Pos. | Giocatore        | Data nascita (età)         | Pres. | Squadra                |
| -- | ---- | ---------------- | -------------------------- | ----- | ---------------------- |
| 1  | P    | Brad Friedel     | 8 maggio 1971 (31 anni)    | 74    | Blackburn Rovers       |
| 2  | C    | Frankie Hejduk   | 5 agosto 1974 (27 anni)    | 38    | Bayer Leverkusen       |
| 3  | D    | Gregg Berhalter  | 1º agosto 1973 (28 anni)   | 25    | Crystal Palace         |
| 4  | D    | Pablo Mastroeni  | 29 agosto 1976 (25 anni)   | 8     | Colorado Rapids        |
| 5  | C    | John O'Brien     | 29 agosto 1977 (24 anni)   | 13    | Ajax                   |
| 6  | D    | David Regis      | 2 dicembre 1968 (33 anni)  | 28    | Metz                   |
| 7  | C    | Eddie Lewis      | 17 maggio 1974 (28 anni)   | 38    | Fulham                 |
| 8  | C    | Earnie Stewart   | 28 marzo 1969 (33 anni)    | 77    | NAC Breda              |
| 9  | A    | Joe-Max Moore    | 23 febbraio 1971 (31 anni) | 95    | Everton                |
| 10 | C    | Claudio Reyna    | 20 luglio 1973 (28 anni)   | 86    | Sunderland             |
| 11 | A    | Clint Mathis     | 25 novembre 1976 (25 anni) | 19    | MetroStars             |
| 12 | D    | Jeff Agoos       | 5 febbraio 1968 (34 anni)  | 127   | San Jose Earthquakes   |
| 13 | C    | Cobi Jones       | 16 giugno 1970 (31 anni)   | 153   | LA Galaxy              |
| 14 | D    | Steve Cherundolo | 19 febbraio 1979 (23 anni) | 10    | Hannover 96            |
| 15 | A    | Josh Wolff       | 25 febbraio 1977 (25 anni) | 16    | Chicago Fire           |
| 16 | D    | Carlos Llamosa   | 30 giugno 1969 (32 anni)   | 26    | New England Revolution |
| 17 | C    | DaMarcus Beasley | 24 maggio 1982 (20 anni)   | 9     | Chicago Fire           |
| 18 | P    | Kasey Keller     | 29 novembre 1969 (32 anni) | 58    | Tottenham              |
| 19 | P    | Tony Meola       | 21 febbraio 1969 (33 anni) | 98    | Kansas City Wizards    |
| 20 | A    | Brian McBride    | 19 giugno 1972 (29 anni)   | 58    | Columbus Crew          |
| 21 | A    | Landon Donovan   | 4 marzo 1982 (20 anni)     | 20    | San Jose Earthquakes   |
| 22 | D    | Tony Sanneh      | 1º giugno 1971 (30 anni)   | 29    | Norimberga             |
| 23 | D    | Eddie Pope       | 24 dicembre 1973 (28 anni) | 48    | D.C. United            |

## Gruppo E

### Camerun
Commissario tecnico:  Winfried Schäfer
| N. | Pos. | Giocatore            | Data nascita (età)         | Pres. | Squadra             |
| -- | ---- | -------------------- | -------------------------- | ----- | ------------------- |
| 1  | P    | Alioum Boukar        | 3 gennaio 1972 (30 anni)   | 46    | Samsunspor          |
| 2  | C    | Bill Tchato          | 14 maggio 1975 (27 anni)   | 12    | Montpellier         |
| 3  | D    | Pierre Womé          | 26 marzo 1979 (23 anni)    | 46    | Bologna             |
| 4  | D    | Rigobert Song        | 1º luglio 1976 (25 anni)   | 59    | Colonia             |
| 5  | D    | Raymond Kalla        | 22 aprile 1975 (27 anni)   | 47    | Extremadura         |
| 6  | D    | Pierre Njanka        | 15 marzo 1975 (27 anni)    | 31    | Strasburgo          |
| 7  | C    | Joseph Ndo           | 28 aprile 1976 (26 anni)   | 16    | Al Khaleej          |
| 8  | D    | Geremi Njitap        | 20 dicembre 1978 (23 anni) | 38    | Real Madrid         |
| 9  | A    | Samuel Eto'o         | 10 marzo 1981 (21 anni)    | 27    | Maiorca             |
| 10 | A    | Patrick Mboma        | 15 novembre 1970 (31 anni) | 42    | Sunderland          |
| 11 | A    | Pius N'Diefi         | 5 luglio 1975 (26 anni)    | 13    | Sedan               |
| 12 | C    | Lauren Etame Mayer   | 19 gennaio 1977 (25 anni)  | 15    | Arsenal             |
| 13 | D    | Lucien Mettomo       | 19 aprile 1977 (25 anni)   | 17    | Manchester City     |
| 14 | C    | Joël Epalle          | 20 febbraio 1978 (24 anni) | 22    | Panathīnaïkos       |
| 15 | C    | Nicolas Alnoudji     | 9 dicembre 1979 (22 anni)  | 15    | Rizespor            |
| 16 | P    | Jacques Songo'o      | 17 marzo 1964 (38 anni)    | 66    | Metz                |
| 17 | C    | Marc-Vivien Foé      | 1º maggio 1975 (27 anni)   | 47    | Lione               |
| 18 | A    | Patrick Suffo        | 17 gennaio 1978 (24 anni)  | 18    | Sheffield United    |
| 19 | C    | Eric Djemba-Djemba   | 4 maggio 1981 (21 anni)    | 0     | Nantes              |
| 20 | C    | Salomon Olembé       | 8 dicembre 1980 (21 anni)  | 39    | Olympique Marsiglia |
| 21 | A    | Joseph-Désiré Job    | 1º dicembre 1977 (24 anni) | 34    | Metz                |
| 22 | P    | Idriss Carlos Kameni | 18 febbraio 1984 (18 anni) | 1     | Le Havre            |
| 23 | C    | Daniel N'gom Kome    | 19 maggio 1980 (22 anni)   | 4     | Numancia            |

### Germania
Commissario tecnico: Rudi Völler
| N. | Pos. | Giocatore           | Data nascita (età)          | Pres. | Squadra           |
| -- | ---- | ------------------- | --------------------------- | ----- | ----------------- |
| 1  | P    | Oliver Kahn         | 15 giugno 1969 (32 anni)    | 45    | Bayern Monaco     |
| 2  | D    | Thomas Linke        | 26 dicembre 1969 (32 anni)  | 34    | Bayern Monaco     |
| 3  | D    | Marko Rehmer        | 29 aprile 1972 (30 anni)    | 27    | Hertha Berlino    |
| 4  | D    | Frank Baumann       | 29 ottobre 1975 (26 anni)   | 11    | Werder Brema      |
| 5  | C    | Carsten Ramelow     | 20 marzo 1974 (28 anni)     | 25    | Bayer Leverkusen  |
| 6  | D    | Christian Ziege     | 1º febbraio 1972 (30 anni)  | 66    | Tottenham         |
| 7  | A    | Oliver Neuville     | 1º maggio 1973 (29 anni)    | 30    | Bayer Leverkusen  |
| 8  | C    | Dietmar Hamann      | 27 agosto 1973 (28 anni)    | 40    | Liverpool         |
| 9  | A    | Carsten Jancker     | 28 agosto 1974 (27 anni)    | 26    | Bayern Monaco     |
| 10 | C    | Lars Ricken         | 10 luglio 1976 (25 anni)    | 16    | Borussia Dortmund |
| 11 | A    | Miroslav Klose      | 9 giugno 1978 (23 anni)     | 12    | Kaiserslautern    |
| 12 | P    | Jens Lehmann        | 10 novembre 1969 (32 anni)  | 14    | Borussia Dortmund |
| 13 | C    | Michael Ballack     | 26 settembre 1976 (25 anni) | 22    | Bayer Leverkusen  |
| 14 | A    | Gerald Asamoah      | 3 ottobre 1978 (23 anni)    | 11    | Schalke 04        |
| 15 | D    | Sebastian Kehl      | 13 febbraio 1980 (22 anni)  | 8     | Borussia Dortmund |
| 16 | C    | Jens Jeremies       | 5 marzo 1974 (28 anni)      | 33    | Bayern Monaco     |
| 17 | C    | Marco Bode          | 23 luglio 1969 (32 anni)    | 34    | Werder Brema      |
| 18 | C    | Jörg Böhme          | 22 gennaio 1974 (28 anni)   | 6     | Schalke 04        |
| 19 | C    | Bernd Schneider     | 17 novembre 1973 (28 anni)  | 9     | Bayer Leverkusen  |
| 20 | A    | Oliver Bierhoff     | 1º maggio 1968 (34 anni)    | 65    | Monaco            |
| 21 | D    | Christoph Metzelder | 5 novembre 1980 (21 anni)   | 6     | Borussia Dortmund |
| 22 | C    | Torsten Frings      | 22 novembre 1976 (25 anni)  | 8     | Werder Brema      |
| 23 | P    | Hans-Jörg Butt      | 28 maggio 1974 (28 anni)    | 2     | Bayer Leverkusen  |

### Irlanda
Commissario tecnico: Mick McCarthy
| N. | Pos. | Giocatore        | Data nascita (età)          | Pres. | Squadra           |
| -- | ---- | ---------------- | --------------------------- | ----- | ----------------- |
| 1  | P    | Shay Given       | 20 aprile 1976 (26 anni)    | 39    | Newcastle Utd     |
| 2  | D    | Steve Finnan     | 24 aprile 1976 (26 anni)    | 13    | Fulham            |
| 3  | D    | Ian Harte        | 31 agosto 1977 (24 anni)    | 40    | Leeds United      |
| 4  | D    | Kenny Cunningham | 28 giugno 1971 (30 anni)    | 38    | Wimbledon FC      |
| 5  | D    | Steve Staunton   | 19 gennaio 1969 (33 anni)   | 98    | Aston Villa       |
| 6  | C    | Roy Keane        | 10 agosto 1971 (30 anni)    | 58    | Manchester Utd    |
| 7  | C    | Jason McAteer    | 18 giugno 1971 (30 anni)    | 47    | Sunderland        |
| 8  | C    | Matt Holland     | 11 aprile 1974 (28 anni)    | 19    | Ipswich Town      |
| 9  | C    | Damien Duff      | 2 marzo 1979 (23 anni)      | 26    | Blackburn Rovers  |
| 10 | A    | Robbie Keane*    | 8 luglio 1980 (21 anni)     | 33    | Leeds United      |
| 11 | C    | Kevin Kilbane    | 1º febbraio 1977 (25 anni)  | 31    | Sunderland        |
| 12 | C    | Mark Kinsella    | 12 agosto 1972 (29 anni)    | 28    | Charlton Athletic |
| 13 | A    | David Connolly   | 6 giugno 1977 (24 anni)     | 33    | Wimbledon FC      |
| 14 | D    | Gary Breen       | 12 dicembre 1973 (28 anni)  | 43    | Coventry City     |
| 15 | D    | Richard Dunne    | 21 settembre 1979 (22 anni) | 14    | Manchester City   |
| 16 | P    | Dean Kiely       | 10 ottobre 1970 (31 anni)   | 6     | Charlton Athletic |
| 17 | A    | Niall Quinn      | 6 ottobre 1966 (35 anni)    | 88    | Sunderland        |
| 18 | D    | Gary Kelly       | 9 luglio 1974 (27 anni)     | 46    | Leeds United      |
| 19 | A    | Clinton Morrison | 14 maggio 1979 (23 anni)    | 7     | Crystal Palace    |
| 20 | D    | Andrew O'Brien   | 29 giugno 1979 (22 anni)    | 5     | Newcastle Utd     |
| 21 | C    | Steven Reid      | 10 marzo 1981 (21 anni)     | 5     | Millwall          |
| 22 | C    | Lee Carsley      | 28 febbraio 1974 (28 anni)  | 19    | Everton           |
| 23 | P    | Alan Kelly       | 11 agosto 1968 (33 anni)    | 34    | Blackburn Rovers  |

* Escluso dalla rosa prima dell'inizio della competizione e non sostituito.

### Arabia Saudita
Commissario tecnico: Nasser Al-Johar
| N. | Pos. | Giocatore                 | Data nascita (età)          | Pres. | Squadra    |
| -- | ---- | ------------------------- | --------------------------- | ----- | ---------- |
| 1  | P    | Mohamed Al-Deayea         | 2 agosto 1972 (29 anni)     | 168   | Al-Hilal   |
| 2  | D    | Mohammed Al-Jahani        | 28 settembre 1974 (27 anni) | 73    | Al-Ahli    |
| 3  | D    | Redha Tukar               | 29 novembre 1975 (26 anni)  | 5     | Al-Shabab  |
| 4  | D    | Abdullah Zubromawi        | 15 novembre 1973 (28 anni)  | 115   | Al-Ahli    |
| 5  | D    | Mohsin Harthi             | 17 luglio 1976 (25 anni)    | 20    | Al-Nassr   |
| 6  | D    | Fouzi Al-Shehri           | 15 maggio 1980 (22 anni)    | 2     | Al-Ahli    |
| 7  | C    | Ibrahim Al-Shahrani       | 21 luglio 1974 (27 anni)    | 59    | Al-Ahli    |
| 8  | C    | Mohammed Noor             | 26 febbraio 1978 (24 anni)  | 29    | Al-Ittihad |
| 9  | A    | Sami Al-Jaber             | 11 dicembre 1972 (29 anni)  | 148   | Al-Hilal   |
| 10 | C    | Mohammad Al-Shalhoub      | 8 dicembre 1980 (21 anni)   | 17    | Al-Hilal   |
| 11 | A    | Obeid Al-Dosari           | 2 ottobre 1975 (26 anni)    | 97    | Al-Ahli    |
| 12 | D    | Ahmad Al-Dokhi            | 25 ottobre 1976 (25 anni)   | 47    | Al-Hilal   |
| 13 | D    | Hussein Sulaimani         | 21 gennaio 1977 (25 anni)   | 80    | Al-Ahli    |
| 14 | C    | Abdulaziz Khathran        | 31 luglio 1973 (28 anni)    | 0     | Al-Shabab  |
| 15 | A    | Abdullah Jumaan Al-Dosari | 10 novembre 1977 (24 anni)  | 20    | Al-Hilal   |
| 16 | C    | Khamis Al-Owairan         | 8 settembre 1973 (28 anni)  | 76    | Al-Ittihad |
| 17 | C    | Abdullah Al-Waked         | 29 settembre 1975 (26 anni) | 45    | Al-Shabab  |
| 18 | C    | Nawaf Al-Temyat           | 28 giugno 1976 (25 anni)    | 48    | Al-Hilal   |
| 19 | C    | Omar Al-Ghamdi            | 11 aprile 1979 (23 anni)    | 28    | Al-Hilal   |
| 20 | A    | Al Hasan Al-Yami          | 21 agosto 1972 (29 anni)    | 18    | Al-Ittihad |
| 21 | P    | Mabrouk Zaid              | 11 febbraio 1979 (23 anni)  | 1     | Al-Ittihad |
| 22 | P    | Mohammed Al-Khojali       | 15 gennaio 1973 (29 anni)   | 12    | Al-Nassr   |
| 23 | D    | Mansour Al-Thagafi        | 14 gennaio 1979 (23 anni)   | 0     | Al-Nassr   |

## Gruppo F

### Argentina
Commissario tecnico: Marcelo Bielsa
| N. | Pos. | Giocatore            | Data nascita (età)         | Pres. | Squadra             |
| -- | ---- | -------------------- | -------------------------- | ----- | ------------------- |
| 1  | P    | Germán Burgos        | 16 aprile 1969 (33 anni)   | 35    | Atlético Madrid     |
| 2  | D    | Roberto Ayala        | 14 aprile 1973 (29 anni)   | 74    | Valencia            |
| 3  | D    | Juan Pablo Sorín     | 5 maggio 1976 (26 anni)    | 35    | Cruzeiro            |
| 4  | D    | Mauricio Pochettino  | 2 marzo 1972 (30 anni)     | 16    | Paris Saint-Germain |
| 5  | C    | Matías Almeyda       | 21 dicembre 1973 (28 anni) | 33    | Parma               |
| 6  | D    | Walter Samuel        | 23 marzo 1978 (24 anni)    | 30    | Roma                |
| 7  | A    | Claudio López        | 17 luglio 1974 (27 anni)   | 49    | Lazio               |
| 8  | D    | Javier Zanetti       | 10 agosto 1973 (28 anni)   | 66    | Inter               |
| 9  | A    | Gabriel Batistuta    | 1º febbraio 1969 (33 anni) | 75    | Roma                |
| 10 | C    | Ariel Ortega         | 4 marzo 1974 (28 anni)     | 81    | River Plate         |
| 11 | C    | Juan Sebastián Verón | 9 marzo 1975 (27 anni)     | 47    | Manchester Utd      |
| 12 | P    | Pablo Cavallero      | 13 aprile 1974 (28 anni)   | 8     | Celta Vigo          |
| 13 | D    | Diego Placente       | 24 aprile 1977 (25 anni)   | 6     | Bayer Leverkusen    |
| 14 | C    | Diego Simeone        | 28 aprile 1970 (32 anni)   | 104   | Lazio               |
| 15 | C    | Claudio Husaín       | 20 novembre 1974 (27 anni) | 14    | River Plate         |
| 16 | C    | Pablo Aimar          | 3 novembre 1979 (22 anni)  | 18    | Valencia            |
| 17 | C    | Gustavo López        | 13 aprile 1973 (29 anni)   | 31    | Celta Vigo          |
| 18 | C    | Kily González        | 4 agosto 1974 (27 anni)    | 30    | Valencia            |
| 19 | A    | Hernán Crespo        | 5 luglio 1975 (26 anni)    | 33    | Lazio               |
| 20 | C    | Marcelo Gallardo     | 18 gennaio 1976 (26 anni)  | 42    | Monaco              |
| 21 | A    | Claudio Caniggia     | 9 gennaio 1967 (35 anni)   | 50    | Rangers             |
| 22 | D    | José Chamot          | 17 maggio 1969 (33 anni)   | 42    | Milan               |
| 23 | P    | Roberto Bonano       | 24 gennaio 1970 (32 anni)  | 13    | Barcellona          |

In origine erano stati assegnati a Ariel Ortega il numero 23 e a Roberto Bonano il 24, perché l'AFA aveva ritirato il 10 di Diego Maradona. La FIFA non lo permise.

### Inghilterra
Commissario tecnico:  Sven-Göran Eriksson
| N. | Pos. | Giocatore        | Data nascita (età)          | Pres. | Squadra         |
| -- | ---- | ---------------- | --------------------------- | ----- | --------------- |
| 1  | P    | David Seaman     | 19 settembre 1963 (38 anni) | 68    | Arsenal         |
| 2  | D    | Danny Mills      | 18 maggio 1977 (25 anni)    | 7     | Leeds Utd       |
| 3  | D    | Ashley Cole      | 20 dicembre 1980 (21 anni)  | 8     | Arsenal         |
| 4  | C    | Trevor Sinclair  | 2 marzo 1973 (29 anni)      | 5     | West Ham United |
| 5  | D    | Rio Ferdinand    | 7 novembre 1978 (23 anni)   | 21    | Leeds Utd       |
| 6  | D    | Sol Campbell     | 18 settembre 1974 (27 anni) | 45    | Arsenal         |
| 7  | C    | David Beckham    | 2 maggio 1975 (27 anni)     | 49    | Manchester Utd  |
| 8  | C    | Paul Scholes     | 16 novembre 1974 (27 anni)  | 43    | Manchester Utd  |
| 9  | A    | Robbie Fowler    | 9 aprile 1975 (27 anni)     | 24    | Leeds Utd       |
| 10 | A    | Michael Owen     | 14 dicembre 1979 (22 anni)  | 35    | Liverpool       |
| 11 | A    | Emile Heskey     | 11 gennaio 1978 (24 anni)   | 23    | Liverpool       |
| 12 | D    | Wes Brown        | 13 ottobre 1979 (22 anni)   | 6     | Manchester Utd  |
| 13 | P    | Nigel Martyn     | 11 agosto 1966 (35 anni)    | 22    | Leeds Utd       |
| 14 | D    | Wayne Bridge     | 5 agosto 1980 (21 anni)     | 5     | Southampton     |
| 15 | D    | Martin Keown     | 24 luglio 1966 (35 anni)    | 42    | Arsenal         |
| 16 | D    | Gareth Southgate | 3 settembre 1970 (31 anni)  | 48    | Middlesbrough   |
| 17 | A    | Teddy Sheringham | 2 aprile 1966 (36 anni)     | 46    | Tottenham       |
| 18 | C    | Owen Hargreaves  | 20 gennaio 1981 (21 anni)   | 6     | Bayern Monaco   |
| 19 | C    | Joe Cole         | 8 novembre 1981 (20 anni)   | 6     | West Ham United |
| 20 | A    | Darius Vassell   | 13 giugno 1980 (21 anni)    | 5     | Aston Villa     |
| 21 | C    | Nicky Butt       | 21 gennaio 1975 (27 anni)   | 18    | Manchester Utd  |
| 22 | P    | David James      | 1º agosto 1970 (31 anni)    | 9     | West Ham United |
| 23 | C    | Kieron Dyer      | 29 dicembre 1978 (23 anni)  | 9     | Newcastle Utd   |

### Nigeria
Commissario tecnico: Festus Onigbinde
| N. | Pos. | Giocatore           | Data nascita (età)         | Pres. | Squadra              |
| -- | ---- | ------------------- | -------------------------- | ----- | -------------------- |
| 1  | P    | Ike Shorunmu        | 16 ottobre 1967 (34 anni)  | 34    | Lucerna              |
| 2  | D    | Joseph Yobo         | 6 settembre 1980 (21 anni) | 14    | Olympique Marsiglia  |
| 3  | D    | Celestine Babayaro  | 29 agosto 1978 (23 anni)   | 24    | Chelsea              |
| 4  | A    | Nwankwo Kanu        | 1º agosto 1976 (25 anni)   | 33    | Arsenal              |
| 5  | D    | Isaac Okoronkwo     | 1º maggio 1978 (24 anni)   | 12    | Šakhtar Doneck       |
| 6  | D    | Taribo West         | 26 marzo 1974 (28 anni)    | 38    | Kaiserslautern       |
| 7  | C    | Pius Ikedia         | 11 luglio 1980 (21 anni)   | 9     | Ajax                 |
| 8  | C    | Mutiu Adepoju       | 22 dicembre 1970 (31 anni) | 49    | Salamanca            |
| 9  | A    | Bartholomew Ogbeche | 1º ottobre 1984 (17 anni)  | 4     | Paris Saint-Germain  |
| 10 | C    | Jay-Jay Okocha      | 14 agosto 1973 (28 anni)   | 56    | Paris Saint-Germain  |
| 11 | C    | Garba Lawal         | 22 maggio 1974 (28 anni)   | 34    | Roda JC              |
| 12 | P    | Austin Ejide        | 8 aprile 1984 (18 anni)    | 3     | Gabros International |
| 13 | D    | Rabiu Afolabi       | 18 aprile 1980 (22 anni)   | 5     | Standard Liegi       |
| 14 | D    | Ifeanyi Udeze       | 21 luglio 1980 (21 anni)   | 15    | PAOK Salonicco       |
| 15 | C    | Justice Christopher | 24 dicembre 1981 (20 anni) | 7     | Anversa              |
| 16 | D    | Efe Sodje           | 5 ottobre 1972 (29 anni)   | 7     | Crewe Alexandra      |
| 17 | A    | Julius Aghahowa     | 12 febbraio 1982 (20 anni) | 17    | Šakhtar Doneck       |
| 18 | A    | Benedict Akwuegbu   | 3 novembre 1974 (27 anni)  | 16    | Shenyang Haishi      |
| 19 | D    | Eric Ejiofor        | 21 luglio 1979 (22 anni)   | 12    | Maccabi Haifa        |
| 20 | C    | James Obiorah       | 24 agosto 1978 (23 anni)   | 2     | Lokomotiv Mosca      |
| 21 | A    | John Utaka          | 8 gennaio 1982 (20 anni)   | 4     | Al-Sadd              |
| 22 | P    | Vincent Enyeama     | 29 agosto 1982 (19 anni)   | 2     | Enyimba              |
| 23 | A    | Femi Opabunmi       | 3 marzo 1985 (17 anni)     | 2     | Ibadan               |

### Svezia
Commissari tecnici: Lars Lagerbäck e Tommy Söderberg
| N. | Pos. | Giocatore            | Data nascita (età)          | Pres. | Squadra       |
| -- | ---- | -------------------- | --------------------------- | ----- | ------------- |
| 1  | P    | Magnus Hedman        | 19 marzo 1973 (29 anni)     | 44    | Coventry City |
| 2  | D    | Olof Mellberg        | 3 settembre 1977 (24 anni)  | 21    | Aston Villa   |
| 3  | D    | Patrik Andersson     | 18 agosto 1971 (30 anni)    | 95    | Barcellona    |
| 4  | D    | Johan Mjällby        | 9 febbraio 1971 (31 anni)   | 35    | Celtic        |
| 5  | D    | Michael Svensson     | 25 novembre 1975 (26 anni)  | 11    | Troyes        |
| 6  | C    | Tobias Linderoth     | 21 aprile 1979 (23 anni)    | 19    | Everton       |
| 7  | C    | Niclas Alexandersson | 29 dicembre 1971 (30 anni)  | 58    | Everton       |
| 8  | C    | Anders Svensson      | 17 luglio 1976 (25 anni)    | 24    | Southampton   |
| 9  | C    | Fredrik Ljungberg    | 16 aprile 1977 (25 anni)    | 31    | Arsenal       |
| 10 | A    | Marcus Allbäck       | 5 luglio 1973 (28 anni)     | 18    | Heerenveen    |
| 11 | A    | Henrik Larsson       | 20 settembre 1971 (30 anni) | 67    | Celtic        |
| 12 | P    | Magnus Kihlstedt     | 29 febbraio 1972 (30 anni)  | 12    | Copenhagen    |
| 13 | D    | Tomas Antonelius     | 7 maggio 1973 (29 anni)     | 6     | Copenhagen    |
| 14 | D    | Erik Edman           | 11 novembre 1978 (23 anni)  | 5     | Heerenveen    |
| 15 | D    | Andreas Jakobsson    | 6 ottobre 1972 (29 anni)    | 12    | Hansa Rostock |
| 16 | D    | Teddy Lučić          | 15 aprile 1973 (29 anni)    | 41    | AIK           |
| 17 | C    | Magnus Svensson      | 10 marzo 1969 (33 anni)     | 24    | Brøndby       |
| 18 | C    | Mattias Jonson       | 16 gennaio 1974 (28 anni)   | 23    | Brøndby       |
| 19 | C    | Pontus Farnerud      | 4 giugno 1980 (21 anni)     | 2     | Monaco        |
| 20 | C    | Daniel Andersson     | 28 agosto 1977 (24 anni)    | 38    | Venezia       |
| 21 | A    | Zlatan Ibrahimović   | 3 ottobre 1981 (20 anni)    | 9     | Ajax          |
| 22 | A    | Andreas Andersson    | 10 aprile 1974 (28 anni)    | 32    | AIK           |
| 23 | P    | Andreas Isaksson     | 3 ottobre 1981 (20 anni)    | 1     | Djurgården    |

## Gruppo G

### Croazia
Commissario tecnico: Mirko Jozić
| N. | Pos. | Giocatore         | Data nascita (età)          | Pres. | Squadra          |
| -- | ---- | ----------------- | --------------------------- | ----- | ---------------- |
| 1  | P    | Stipe Pletikosa   | 8 gennaio 1979 (23 anni)    | 17    | Hajduk Spalato   |
| 2  | D    | Anthony Šerić     | 15 gennaio 1979 (23 anni)   | 8     | Verona           |
| 3  | D    | Josip Šimunić     | 18 febbraio 1978 (24 anni)  | 6     | Hertha Berlino   |
| 4  | C    | Stjepan Tomas     | 6 marzo 1976 (26 anni)      | 17    | Vicenza          |
| 5  | C    | Milan Rapaić      | 16 agosto 1973 (28 anni)    | 23    | Fenerbahçe       |
| 6  | D    | Boris Živković    | 15 novembre 1975 (26 anni)  | 15    | Bayer Leverkusen |
| 7  | C    | Davor Vugrinec    | 24 marzo 1975 (27 anni)     | 21    | Lecce            |
| 8  | C    | Robert Prosinečki | 12 gennaio 1969 (33 anni)   | 48    | Portsmouth       |
| 9  | A    | Davor Šuker       | 1º gennaio 1968 (34 anni)   | 68    | Monaco 1860      |
| 10 | C    | Niko Kovač        | 15 ottobre 1971 (30 anni)   | 20    | Bayern Monaco    |
| 11 | A    | Alen Bokšić       | 21 gennaio 1970 (32 anni)   | 36    | Middlesbrough    |
| 12 | P    | Tomislav Butina   | 30 marzo 1974 (28 anni)     | 7     | Dinamo Zagabria  |
| 13 | C    | Mario Stanić      | 10 aprile 1972 (30 anni)    | 43    | Chelsea          |
| 14 | C    | Zvonimir Soldo    | 2 novembre 1967 (34 anni)   | 59    | Stoccarda        |
| 15 | D    | Daniel Šarić      | 4 agosto 1972 (29 anni)     | 25    | Panathinaikos    |
| 16 | C    | Jurica Vranješ    | 31 gennaio 1980 (22 anni)   | 7     | Bayer Leverkusen |
| 17 | D    | Robert Jarni      | 26 ottobre 1968 (33 anni)   | 78    | Panathīnaïkos    |
| 18 | A    | Ivica Olić        | 14 settembre 1979 (22 anni) | 4     | NK Zagabria      |
| 19 | A    | Goran Vlaović     | 7 agosto 1972 (29 anni)     | 50    | Panathīnaïkos    |
| 20 | D    | Dario Šimić       | 12 novembre 1975 (26 anni)  | 48    | Inter            |
| 21 | D    | Robert Kovač      | 6 aprile 1974 (28 anni)     | 19    | Bayern Monaco    |
| 22 | A    | Boško Balaban     | 15 ottobre 1978 (23 anni)   | 13    | Aston Villa      |
| 23 | P    | Vladimir Vasilj   | 6 luglio 1975 (26 anni)     | 2     | NK Zagabria      |

Nota bene: per i calciatori croati non sono conteggiate le presenze con la Nazionale di calcio della Jugoslavia.

### Ecuador
Commissario tecnico:  Hernán Darío Gómez
| N. | Pos. | Giocatore               | Data nascita (età)          | Pres. | Squadra         |
| -- | ---- | ----------------------- | --------------------------- | ----- | --------------- |
| 1  | P    | José Francisco Cevallos | 17 aprile 1971 (31 anni)    | 62    | Barcelona       |
| 2  | D    | Augusto Porozo          | 13 aprile 1974 (28 anni)    | 26    | Emelec          |
| 3  | D    | Iván Hurtado            | 16 agosto 1974 (27 anni)    | 90    | Barcelona       |
| 4  | D    | Ulises de la Cruz       | 8 febbraio 1974 (28 anni)   | 52    | Hibernian       |
| 5  | C    | Alfonso Obregón         | 12 maggio 1972 (30 anni)    | 40    | LDU Quito       |
| 6  | D    | Raúl Guerrón            | 12 ottobre 1976 (25 anni)   | 23    | Deportivo Quito |
| 7  | A    | Nicolás Asencio         | 26 aprile 1975 (27 anni)    | 4     | Barcelona       |
| 8  | C    | Luis Gómez              | 20 aprile 1972 (30 anni)    | 8     | Barcelona       |
| 9  | A    | Iván Kaviedes           | 24 ottobre 1977 (24 anni)   | 26    | Barcelona       |
| 10 | C    | Álex Aguinaga           | 9 luglio 1968 (33 anni)     | 92    | Necaxa          |
| 11 | A    | Agustín Delgado         | 23 dicembre 1974 (27 anni)  | 46    | Southampton     |
| 12 | P    | Oswaldo Ibarra          | 8 settembre 1969 (32 anni)  | 21    | El Nacional     |
| 13 | A    | Ángel Fernández         | 2 agosto 1971 (30 anni)     | 68    | El Nacional     |
| 14 | C    | Juan Carlos Burbano     | 15 febbraio 1969 (33 anni)  | 18    | El Nacional     |
| 15 | D    | Marlon Ayoví            | 27 settembre 1971 (30 anni) | 26    | Deportivo Quito |
| 16 | C    | Cléber Chalá            | 29 giugno 1971 (30 anni)    | 64    | El Nacional     |
| 17 | D    | Giovanny Espinoza       | 12 aprile 1977 (25 anni)    | 19    | Aucas           |
| 18 | C    | Carlos Tenorio          | 14 maggio 1979 (23 anni)    | 9     | LDU Quito       |
| 19 | C    | Édison Méndez           | 16 marzo 1979 (23 anni)     | 24    | Deportivo Quito |
| 20 | C    | Edwin Tenorio           | 16 giugno 1976 (25 anni)    | 33    | Barcelona       |
| 21 | C    | Wellington Sánchez      | 19 giugno 1974 (27 anni)    | 35    | Emelec          |
| 22 | P    | Daniel Viteri           | 12 dicembre 1981 (20 anni)  | 0     | Emelec          |
| 23 | C    | Walter Ayoví            | 11 agosto 1979 (22 anni)    | 2     | Emelec          |

### Italia
Commissario tecnico: Giovanni Trapattoni
| N. | Pos. | Giocatore            | Data nascita (età)          | Pres. | Squadra    |
| -- | ---- | -------------------- | --------------------------- | ----- | ---------- |
| 1  | P    | Gianluigi Buffon     | 28 gennaio 1978 (24 anni)   | 26    | Juventus   |
| 2  | D    | Christian Panucci    | 12 aprile 1973 (29 anni)    | 24    | Roma       |
| 3  | D    | Paolo Maldini        | 26 giugno 1968 (33 anni)    | 122   | Milan      |
| 4  | D    | Francesco Coco       | 8 gennaio 1977 (25 anni)    | 13    | Barcellona |
| 5  | D    | Fabio Cannavaro      | 13 settembre 1973 (28 anni) | 58    | Parma      |
| 6  | C    | Cristiano Zanetti    | 14 aprile 1977 (25 anni)    | 4     | Inter      |
| 7  | A    | Alessandro Del Piero | 9 novembre 1974 (27 anni)   | 49    | Juventus   |
| 8  | C    | Gennaro Gattuso      | 9 gennaio 1978 (24 anni)    | 13    | Milan      |
| 9  | A    | Filippo Inzaghi      | 9 agosto 1973 (28 anni)     | 38    | Milan      |
| 10 | C    | Francesco Totti      | 27 settembre 1976 (25 anni) | 29    | Roma       |
| 11 | C    | Cristiano Doni       | 1º aprile 1973 (29 anni)    | 3     | Atalanta   |
| 12 | P    | Christian Abbiati    | 8 luglio 1977 (24 anni)     | 0     | Milan      |
| 13 | D    | Alessandro Nesta     | 19 marzo 1976 (26 anni)     | 43    | Lazio      |
| 14 | C    | Luigi Di Biagio      | 3 giugno 1971 (30 anni)     | 26    | Inter      |
| 15 | D    | Mark Iuliano         | 12 agosto 1973 (28 anni)    | 16    | Juventus   |
| 16 | C    | Angelo Di Livio      | 26 luglio 1966 (35 anni)    | 38    | Fiorentina |
| 17 | C    | Damiano Tommasi      | 17 maggio 1974 (28 anni)    | 14    | Roma       |
| 18 | A    | Marco Delvecchio     | 7 aprile 1973 (29 anni)     | 16    | Roma       |
| 19 | D    | Gianluca Zambrotta   | 19 febbraio 1977 (25 anni)  | 23    | Juventus   |
| 20 | A    | Vincenzo Montella    | 18 giugno 1974 (27 anni)    | 14    | Roma       |
| 21 | A    | Christian Vieri      | 12 luglio 1973 (28 anni)    | 24    | Inter      |
| 22 | P    | Francesco Toldo      | 2 dicembre 1971 (30 anni)   | 22    | Inter      |
| 23 | D    | Marco Materazzi      | 19 agosto 1973 (28 anni)    | 7     | Inter      |

### Messico
Commissario tecnico: Javier Aguirre
| N. | Pos. | Giocatore                 | Data nascita (età)          | Pres. | Squadra               |
| -- | ---- | ------------------------- | --------------------------- | ----- | --------------------- |
| 1  | P    | Óscar Pérez               | 1º febbraio 1973 (29 anni)  | 37    | Cruz Azul             |
| 2  | D    | Francisco Gabriel de Anda | 5 giugno 1971 (30 anni)     | 15    | Pachuca               |
| 3  | C    | Rafael García             | 14 agosto 1974 (27 anni)    | 21    | Toluca                |
| 4  | C    | Rafael Márquez            | 13 febbraio 1979 (23 anni)  | 36    | Monaco                |
| 5  | D    | Manuel Vidrio             | 23 agosto 1972 (29 anni)    | 27    | Pachuca               |
| 6  | C    | Gerardo Torrado           | 30 aprile 1979 (23 anni)    | 28    | Poli Ejido            |
| 7  | C    | Ramón Morales             | 10 ottobre 1975 (26 anni)   | 17    | Chivas de Guadalajara |
| 8  | C    | Alberto García Aspe       | 11 maggio 1967 (35 anni)    | 108   | Puebla                |
| 9  | A    | Jared Borgetti            | 14 agosto 1973 (28 anni)    | 29    | Santos                |
| 10 | A    | Cuauhtémoc Blanco         | 17 gennaio 1973 (29 anni)   | 75    | Real Valladolid       |
| 11 | C    | Braulio Luna              | 8 settembre 1974 (27 anni)  | 15    | Necaxa                |
| 12 | P    | Oswaldo Sánchez           | 21 settembre 1973 (28 anni) | 22    | Chivas de Guadalajara |
| 13 | C    | Sigifredo Mercado         | 21 dicembre 1968 (33 anni)  | 18    | Atlas                 |
| 14 | C    | Germán Villa              | 2 aprile 1973 (29 anni)     | 46    | América               |
| 15 | A    | Luis Hernández            | 22 dicembre 1968 (33 anni)  | 85    | América               |
| 16 | D    | Salvador Carmona          | 22 agosto 1975 (26 anni)    | 56    | Toluca                |
| 17 | A    | Francisco Palencia        | 28 aprile 1973 (29 anni)    | 67    | Espanyol              |
| 18 | C    | Johan Rodríguez           | 15 agosto 1975 (26 anni)    | 14    | Santos                |
| 19 | C    | Gabriel Caballero         | 5 febbraio 1971 (31 anni)   | 5     | Pachuca               |
| 20 | D    | Melvin Brown              | 28 gennaio 1979 (23 anni)   | 8     | Cruz Azul             |
| 21 | A    | Jesús Arellano            | 8 maggio 1973 (29 anni)     | 49    | Monterrey             |
| 22 | D    | Alberto Rodríguez         | 1º aprile 1974 (28 anni)    | 13    | Pachuca               |
| 23 | P    | Jorge Campos              | 15 ottobre 1966 (35 anni)   | 123   | U.N.A.M.              |

## Gruppo H

### Belgio
Commissario tecnico: Robert Waseige
| N. | Pos. | Giocatore              | Data nascita (età)          | Pres. | Squadra             |
| -- | ---- | ---------------------- | --------------------------- | ----- | ------------------- |
| 1  | P    | Geert De Vlieger       | 16 ottobre 1971 (30 anni)   | 25    | Willem II           |
| 2  | D    | Éric Deflandre         | 2 agosto 1973 (28 anni)     | 41    | Lione               |
| 3  | D    | Glen De Boeck          | 22 agosto 1971 (30 anni)    | 33    | Anderlecht          |
| 4  | D    | Eric Van Meir          | 28 febbraio 1968 (34 anni)  | 32    | Standard Liegi      |
| 5  | D    | Nico Van Kerckhoven    | 14 dicembre 1970 (31 anni)  | 40    | Schalke 04          |
| 6  | C    | Timmy Simons           | 11 dicembre 1976 (25 anni)  | 12    | Club Bruges         |
| 7  | A    | Marc Wilmots           | 22 febbraio 1969 (33 anni)  | 66    | Schalke 04          |
| 8  | C    | Bart Goor              | 9 aprile 1973 (29 anni)     | 38    | Hertha Berlino      |
| 9  | A    | Wesley Sonck           | 9 agosto 1978 (23 anni)     | 12    | Genk                |
| 10 | C    | Johan Walem            | 1º febbraio 1972 (30 anni)  | 33    | Standard Liegi      |
| 11 | C    | Gert Verheyen          | 20 settembre 1970 (31 anni) | 46    | Club Bruges         |
| 12 | D    | Peter Van Der Heyden   | 16 luglio 1976 (25 anni)    | 4     | Club Bruges         |
| 13 | P    | Franky Vandendriessche | 7 aprile 1971 (31 anni)     | 0     | R.E. Mouscron       |
| 14 | C    | Sven Vermant           | 4 aprile 1973 (29 anni)     | 12    | Schalke 04          |
| 15 | D    | Jacky Peeters          | 13 dicembre 1969 (32 anni)  | 13    | Gent                |
| 16 | D    | Daniel Van Buyten      | 7 febbraio 1978 (24 anni)   | 7     | Olympique Marsiglia |
| 17 | C    | Gaëtan Englebert       | 11 giugno 1976 (25 anni)    | 4     | Club Bruges         |
| 18 | C    | Yves Vanderhaeghe      | 30 gennaio 1970 (32 anni)   | 30    | Anderlecht          |
| 19 | C    | Bernd Thijs            | 28 giugno 1978 (23 anni)    | 2     | Genk                |
| 20 | A    | Branko Strupar         | 9 febbraio 1970 (32 anni)   | 14    | Derby County        |
| 21 | C    | Danny Boffin           | 10 luglio 1965 (36 anni)    | 52    | Sint-Truiden        |
| 22 | A    | Mbo Mpenza             | 4 dicembre 1976 (25 anni)   | 26    | R.E. Mouscron       |
| 23 | P    | Frédéric Herpoel       | 16 agosto 1974 (27 anni)    | 7     | Gent                |

### Giappone
Commissario tecnico:  Philippe Troussier
| N. | Pos. | Giocatore             | Data nascita (età)          | Pres. | Squadra              |
| -- | ---- | --------------------- | --------------------------- | ----- | -------------------- |
| 1  | P    | Yoshikatsu Kawaguchi  | 15 agosto 1975 (26 anni)    | 43    | Portsmouth           |
| 2  | D    | Yutaka Akita          | 6 agosto 1970 (31 anni)     | 38    | Kashima Antlers      |
| 3  | D    | Naoki Matsuda         | 14 marzo 1977 (25 anni)     | 24    | Yokohama F. Marinos  |
| 4  | D    | Ryūzō Morioka         | 7 ottobre 1975 (26 anni)    | 32    | Shimizu S-Pulse      |
| 5  | C    | Junichi Inamoto       | 18 settembre 1979 (22 anni) | 22    | Arsenal              |
| 6  | D    | Toshihiro Hattori     | 23 settembre 1973 (28 anni) | 35    | Júbilo Iwata         |
| 7  | C    | Hidetoshi Nakata      | 22 gennaio 1977 (25 anni)   | 39    | Parma                |
| 8  | C    | Hiroaki Morishima     | 30 aprile 1972 (30 anni)    | 57    | Cerezo Osaka         |
| 9  | A    | Akinori Nishizawa     | 18 giugno 1976 (25 anni)    | 24    | Cerezo Osaka         |
| 10 | A    | Masashi Nakayama      | 23 settembre 1967 (34 anni) | 47    | Júbilo Iwata         |
| 11 | A    | Takayuki Suzuki       | 5 giugno 1976 (25 anni)     | 10    | Kashima Antlers      |
| 12 | P    | Seigō Narazaki        | 15 aprile 1976 (26 anni)    | 15    | Nagoya Grampus Eight |
| 13 | A    | Atsushi Yanagisawa    | 27 maggio 1977 (25 anni)    | 22    | Kashima Antlers      |
| 14 | C    | Alessandro dos Santos | 20 luglio 1977 (24 anni)    | 0     | Shimizu S-Pulse      |
| 15 | C    | Takashi Fukunishi     | 1º settembre 1976 (25 anni) | 5     | Júbilo Iwata         |
| 16 | D    | Kōji Nakata           | 9 luglio 1979 (22 anni)     | 20    | Kashima Antlers      |
| 17 | D    | Tsuneyasu Miyamoto    | 7 febbraio 1977 (25 anni)   | 5     | Gamba Osaka          |
| 18 | C    | Shinji Ono            | 27 settembre 1979 (22 anni) | 21    | Feyenoord            |
| 19 | C    | Mitsuo Ogasawara      | 5 aprile 1979 (23 anni)     | 0     | Kashima Antlers      |
| 20 | C    | Tomokazu Myōjin       | 24 gennaio 1978 (24 anni)   | 16    | Kashiwa Reysol       |
| 21 | C    | Kazuyuki Toda         | 30 dicembre 1977 (24 anni)  | 10    | Shimizu S-Pulse      |
| 22 | C    | Daisuke Ichikawa      | 14 maggio 1980 (22 anni)    | 1     | Shimizu S-Pulse      |
| 23 | P    | Hitoshi Sogahata      | 2 agosto 1979 (22 anni)     | 1     | Kashima Antlers      |

### Russia
Commissario tecnico: Oleg Romancev
| N. | Pos. | Giocatore            | Data nascita (età)          | Pres. | Squadra               |
| -- | ---- | -------------------- | --------------------------- | ----- | --------------------- |
| 1  | P    | Ruslan Nigmatullin   | 7 ottobre 1974 (27 anni)    | 20    | Verona                |
| 2  | D    | Jurij Kovtun         | 5 gennaio 1970 (32 anni)    | 44    | Spartak Mosca         |
| 3  | D    | Jurij Nykyforov      | 16 settembre 1970 (31 anni) | 56    | PSV                   |
| 4  | C    | Aleksej Smertin      | 1º maggio 1975 (27 anni)    | 25    | Bordeaux              |
| 5  | D    | Andrej Solomatin     | 9 settembre 1975 (26 anni)  | 5     | CSKA Mosca            |
| 6  | C    | Igor' Semšov         | 6 aprile 1978 (24 anni)     | 2     | Torpedo Mosca         |
| 7  | D    | Viktor Onopko        | 14 ottobre 1969 (32 anni)   | 97    | Real Oviedo           |
| 8  | C    | Valerij Karpin       | 2 febbraio 1969 (33 anni)   | 69    | Celta Vigo            |
| 9  | C    | Egor Titov           | 29 maggio 1976 (26 anni)    | 33    | Spartak Mosca         |
| 10 | C    | Aleksandr Mostovoj   | 22 agosto 1968 (33 anni)    | 59    | Celta Vigo            |
| 11 | A    | Vladimir Besčastnych | 1º aprile 1974 (28 anni)    | 64    | Spartak Mosca         |
| 12 | P    | Stanislav Čerčesov   | 2 settembre 1963 (38 anni)  | 49    | Tirol Innsbruck       |
| 13 | D    | Vjačeslav Daev       | 6 settembre 1972 (29 anni)  | 7     | CSKA Mosca            |
| 14 | D    | Igor' Čugajnov       | 6 aprile 1970 (32 anni)     | 30    | Uralan Elista         |
| 15 | C    | Dmitrij Aleničev     | 20 ottobre 1972 (29 anni)   | 43    | Porto                 |
| 16 | A    | Aleksandr Keržakov   | 27 novembre 1982 (19 anni)  | 3     | Zenit San Pietroburgo |
| 17 | C    | Sergej Semak         | 27 febbraio 1976 (26 anni)  | 30    | CSKA Mosca            |
| 18 | D    | Dmitrij Sennikov     | 24 giugno 1976 (25 anni)    | 4     | Lokomotiv Mosca       |
| 19 | A    | Ruslan Pimenov       | 25 novembre 1981 (20 anni)  | 1     | Lokomotiv Mosca       |
| 20 | C    | Marat Izmajlov       | 21 settembre 1982 (19 anni) | 8     | Lokomotiv Mosca       |
| 21 | C    | Dmitrij Chochlov     | 22 dicembre 1975 (26 anni)  | 38    | Real Sociedad         |
| 22 | A    | Dmitrij Syčëv        | 26 ottobre 1983 (18 anni)   | 3     | Spartak Mosca         |
| 23 | P    | Aleksandr Filimonov  | 15 ottobre 1973 (28 anni)   | 16    | Uralan Elista         |

Nota bene: per i calciatori russi sono conteggiate anche le presenze con la Nazionale di calcio dell'Unione Sovietica e con la Nazionale di calcio della Comunità degli Stati Indipendenti

### Tunisia
Commissario tecnico: Ammar Souayah
| N. | Pos. | Giocatore        | Data nascita (età)         | Pres. | Squadra         |
| -- | ---- | ---------------- | -------------------------- | ----- | --------------- |
| 1  | P    | Ali Boumnijel    | 13 aprile 1966 (36 anni)   | 14    | Bastia          |
| 2  | D    | Khaled Badra     | 8 aprile 1973 (29 anni)    | 72    | Espérance       |
| 3  | C    | Zoubeir Baya     | 15 maggio 1971 (31 anni)   | 77    | Beşiktaş        |
| 4  | D    | Mohamed Mkacher  | 25 maggio 1975 (27 anni)   | 15    | Étoile du Sahel |
| 5  | A    | Ziad Jaziri      | 12 luglio 1978 (23 anni)   | 26    | Étoile du Sahel |
| 6  | D    | Hatem Trabelsi   | 25 gennaio 1977 (25 anni)  | 27    | Ajax            |
| 7  | C    | Imed Mhedhebi    | 22 marzo 1976 (26 anni)    | 30    | Genoa           |
| 8  | C    | Hassen Gabsi     | 23 febbraio 1974 (28 anni) | 48    | Genoa           |
| 9  | A    | Riadh Jelassi    | 7 luglio 1971 (30 anni)    | 20    | Club Africain   |
| 10 | C    | Kaies Ghodhbane  | 7 gennaio 1976 (26 anni)   | 62    | Étoile du Sahel |
| 11 | A    | Adel Sellimi     | 16 novembre 1972 (29 anni) | 64    | Friburgo        |
| 12 | D    | Raouf Bouzaiene  | 16 agosto 1970 (31 anni)   | 39    | Genoa           |
| 13 | C    | Riadh Bouazizi   | 8 aprile 1973 (29 anni)    | 47    | Bursaspor       |
| 14 | D    | Hamdi Marzouki   | 23 gennaio 1977 (25 anni)  | 7     | Club Africain   |
| 15 | D    | Radhi Jaïdi      | 30 agosto 1975 (26 anni)   | 40    | Espérance       |
| 16 | P    | Hassen Bejaoui   | 14 febbraio 1976 (26 anni) | 2     | Bizertin        |
| 17 | D    | Tarek Thabet     | 16 agosto 1971 (30 anni)   | 70    | Espérance       |
| 18 | C    | Selim Ben Achour | 8 settembre 1981 (20 anni) | 3     | Martigues       |
| 19 | D    | Emir Mkademi     | 20 agosto 1978 (23 anni)   | 9     | Étoile du Sahel |
| 20 | A    | Ali Zitouni      | 11 gennaio 1981 (21 anni)  | 23    | Espérance       |
| 21 | C    | Mourad Melki     | 9 maggio 1975 (27 anni)    | 11    | Espérance       |
| 22 | P    | Ahmed Jaouachi   | 13 luglio 1975 (26 anni)   | 0     | Monastir        |
| 23 | D    | José Clayton     | 21 marzo 1974 (28 anni)    | 12    | Espérance       |